# Vallachia
Vallachia – polski zespół blackmetalowy. Nazwa zespołu nawiązuje do historycznej krainy Wołoszczyzny którą władał w XV wieku Wład III Palownik. Tytuł zaproponował znajomym Rob Darken w klasycznej wersji Wallachia. Po małej korekcie muzyków polegającej na zamianie pierwszej spółgłoski W na V powstaje ostatecznie nazwa Vallachia.
Grupa powstała latem w 1992 we Wrocławiu z inicjatywy Quithe’a i Nocturnal’a Profanator’a, gitarzysty Misterium i klawiszowca Eternal Fear oraz Grimlord w latach późniejszych. Wiosną 1993 roku duet zasila dwóch nowych członków, Dark i Bazaborath. Jesienią 1993 w oławskim Ośrodku Kultury po prezentacji dyrektorowi kompozycji Desolate Ways Morbid Angel przez Nocturnal’a Profanatora otrzymują dostęp do sali prób. Jednak trio nie powiadamia współzałożyciela o planowanych spotkaniach uniemożliwiając mu tym samym dostęp do własnego sprzętu co kończy się sprzeczką i awanturą.
Na przełomie 1993/1994, Vallachia w składzie: Quithe, Dark i Bazaborath staje się częścią nurtu NSBM W 1994 roku tracą dostęp do sali prób w PDK’u kończąc tym samym działalność. 
Nocturnal Profanator pod szyldem Vallachia rejestruje i miksuje materiał Wolfmoon – Wilkczy Księżyc oraz The Dawn Of The New Empire w studiu Warhagan Records, korzystając z dostępnych zarejestrowanych na taśmach ścieżek z małym wkładem byłych muzyków, zwłaszcza perkusistą Quithe’m.

## Muzycy
Obecny skład zespołu
- Bartosz Źrebiec „Nocturnal Profanator” – gitara, gitara basowa, instrumenty klawiszowe, wokal

Byli członkowie zespołu
- Jacek Bagiński „Quithe” – perkusja, szepty, deklamacja (1992-1994) (zmarły)[5]
- Darek Gromny „Grom” – gitara (1993-1994)
- Sebastian Tomczyk „Bazaborath” – liryki, gitara basowa (1993-1994)

Wsparcie
- Jacek „Quithe” Bagiński – autor grafik wykorzystanych na okładkach dem wykonanych rapidografem.
- Paweł „Gaweł” Ulatowski[6] – fotograf podczas sesji zdjęciowej (1993)

## Dyskografia
- (1994) Wolfmoon – Wilczy Księżyc (Demo/Reh)[7]

- (1995) The Dawn Of New Empire (Demo)[8] Warhagan Records[4]